# Medal Diamentowego Jubileuszu Królowej Elżbiety II
Medal Diamentowego Jubileuszu Królowej Elżbiety II (ang.) Queen Elizabeth II Diamond Jubilee Medal – pamiątkowy medal, ustanowiony z okazji 60-lecia panowania Elżbiety II w trzech  wersjach: brytyjskiej, kanadyjskiej oraz karaibskiej (ta ostatnia różni się jedynie czarnym kolorem środkowego paska na wstążce).